# Крістіан Август Фрідріх Петерс
Крістіан Август Фрідріх Петерс (нім. Christian August Friedrich Peters, у Росії відомий як Християн Іванович Петерс; 7 вересня 1806, Гамбург — 8 травня 1880, Кіль) — німецький астроном і геодезист.

## Життєпис
Родився у Гамбурзі. Самостійно опанував математичними і астрономічними знаннями. У 1826—1832 роках — спостерігач і обчислювач Гамбурзької обсерваторії, в 1832—1834 роках працював в Кенігсберзької обсерваторії під керівництвом Ф. В. Бесселя, в 1834—1839 роках — спостерігач Гамбурзької обсерваторії. У 1839 був запрошений до Пулковської обсерваторії. У 1842 обраний ад'юнктом, в 1847 — академіком Петербурзької АН. 1845 року обраний членом Імператорського російського географічного товариства. У зв'язку з переїздом у 1849 році до Кенігсбергу, де зайняв кафедру астрономії, вибув з числа штатних академіків, і став членом-кореспондентом Петербурзької АН. З 1854 року — директор обсерваторії в Альтоні (в 1872 році була переведена в Кіль), з 1874 року — професор Кільському університету.
Наукові роботи відносяться до астрометрії. Першою капітальною роботою Петерса було визначення в 1842 році постійної нутації. Отримане ним значення 9,22 «виявилося значно точнішим, ніж колишнє визначення Бесселя і майже не відрізняється від прийнятого в наш час[коли?] (9,21»). Поклав початок Пулковським дослідженням змінності широт. У 1848 році опублікував результати визначення паралаксів восьми зірок. Під час роботи в Кенігсберзі отримав ряд цінних спостережень на геліометрі Бесселя, одним з результатів яких було визначення орбіти супутника Сіріуса. Великий внесок вніс в практичну геодезію. У Альтоні завершив обробку геодезичних вимірювань свого попередника Г. X. Шумахера, виміряв різницю довгот між Альтоною і деякими пунктами в Німеччині та Данії. Брав активну участь у міжнародній програмі європейської тріангуляціі. З 1854 року — редактор журналу «Astronomische Nachrichten».
Золота медаль Лондонського королівського астрономічного товариства (1852)

## Наукові праці
- «Numerus constans nutationis ex ascensionibus rectis stellae polaris in specula Dorpatensi annis 1822 ad 1838 observatis deductus. Adjecta est disquisitio theoretica de formula nutationis»
- «Untersuchung des Theilungfehlers des Ertelschen Verticalkreises der Pulcowaer Sternwarte»
- «Resultate aus Beobachtungen des Polarsterns am Ertelschen Verticalkreise der Pulkowaer Sternwarte»
- «Von den kleinen Ablenkungen der Lothlinie und des Niveau's, welche durch die Anziehungen der Sonne, des Mondes und einiger terrestrischen gegenstande hervorgebracht werden»
- «Beobachtungen des Neptun auf der Pulkowaer Sternwarte»
- «Ueber Prof. Madler's Untersuchungen uber eigene Bewegung der Fixsterne»
- «Ueber Bessels Bestimmung der Parallaxe von 61. Cygni aus Beobachtungen am Heliometer der Konigsberger Sternwarte»
- «Bestimmung der Bahn des im Monat December 1839 entdeckten Cometen, nach den auf der Pulkowaer Sternfwarte angestellen Beobachtungen (gelesen den 16-n Dec. 1842)» (з О.B.Струве)
- «Bestimmung der Fehler, welche bei der Auflosung der Pothenotischen Aufgabe mit dem Messtische entstehen»
- «Formeln der mittleren Monatsund Tagestemperaturen fur verschiedene Tiefen»